# Christine Lieberknecht
Christine Lieberknecht z domu Determann (ur. 7 maja 1958 w Weimarze) – niemiecka pastor i polityk, działaczka Unii Chrześcijańsko-Demokratycznej (CDU), w latach 2009–2014 premier Turyngii, członkini synodu Kościoła Ewangelickiego w Niemczech.

## Życiorys
Po uzyskaniu matury odbyła studia teologiczne na Uniwersytecie Friedricha Schillera w Jenie. W 1982 i 1984 zdała egzaminy teologiczne I i II stopnia. Pełniła posługę jako pastor w parafii luterańskiej w Weimarze. W okresie Niemieckiej Republiki Demokratycznej od 1981 należała do koncesjonowanej Unii Chrześcijańsko-Demokratycznej, była współautorką Brief aus Weimar, upublicznionej odezwy, której sygnatariusze domagali się odnowy we wschodnioniemieckim ruchu chrześcijańskim. W 1989 dołączyła do zarządu krajowego CDU, a w 1990 wstąpiła w szeregi zjednoczonej Unii Chrześcijańsko-Demokratycznej.
W 1991 uzyskała po raz pierwszy mandat posłanki do landtagu w Turyngii, z powodzeniem ubiegając się o reelekcję w kolejnych wyborach. W latach 1990–1992 pełniła funkcję krajowej minister kultury, następnie minister ds. federalnych i europejskich (1992–1994) oraz ds. związkowych (1994–1999). Od 1999 do 2004 przewodniczyła landtagowi tego kraju związkowego, następnie kierowała frakcją CDU. Od maja 2008 do października 2009 pełniła ponownie funkcję ministra, odpowiadając tym razem za sprawy społeczne, rodziny i zdrowia. W latach 2009–2014 była przewodniczącą krajowych struktur partii. 30 października 2009 objęła urząd premiera Turyngii. Sprawowała go do 5 grudnia 2014, gdy władzę w landzie przejęła koalicja lewicy.